# Synophryostreptus carli
Synophryostreptus carli är en mångfotingart som först beskrevs av Carl Graf Attems 1928.  Synophryostreptus carli ingår i släktet Synophryostreptus och familjen Spirostreptidae. Inga underarter finns listade i Catalogue of Life.